# 施巴斯坦·甘馬拉
施巴斯坦甘馬拉(Sebastián Gamarra，1997年1月15日—)，玻利維亞的職業足球運動員，司職中場，現效力於意大利足球甲級聯賽AC米蘭。
2010年曾協助布雷西亞取得哥德堡盃。

## 國家隊生涯
甘馬拉於2015年美洲國家盃被徵召入玻利維亞國家足球隊。首次代表國家隊在2015年6月6日，友誼賽對戰阿根廷國家足球隊。

## 外部連結
- Soccerway資料庫：施巴斯坦·甘馬拉
- 施巴斯坦·甘馬拉在 National-Football-Teams.com 上的出场纪录